# Illicium
Illicium és un gènere de plantes amb flors i part de la família Schisandraceae, o alternativament, l'únic gènere de la família Illiciaceae. Té una distribució disjunta a Àsia i Amèrica del Nord. El nom del gènere prové del llatí illicere ("per seduir").
Illicium són arbusts de fulles persistents o arbrets. El seu fruit és un agregat de fol·licles en forma d'estrella. La llavor és un endosperma gruixut oliós. Són plantes de sotabosc humit i adaptades a l'ombra.

## Usos
Diverses espècies són plantes ornamentals.
Es fan servir els olis essencials de diverses espècies com saboritzants i carminatius; tanmateix l'oli essencial de I. anisatum és tòxic. I. verum, o anís estrellat es fa servir com sabor en aliments i el vi. És usat en la medicina xinesa tradicional.

## Taxonomia

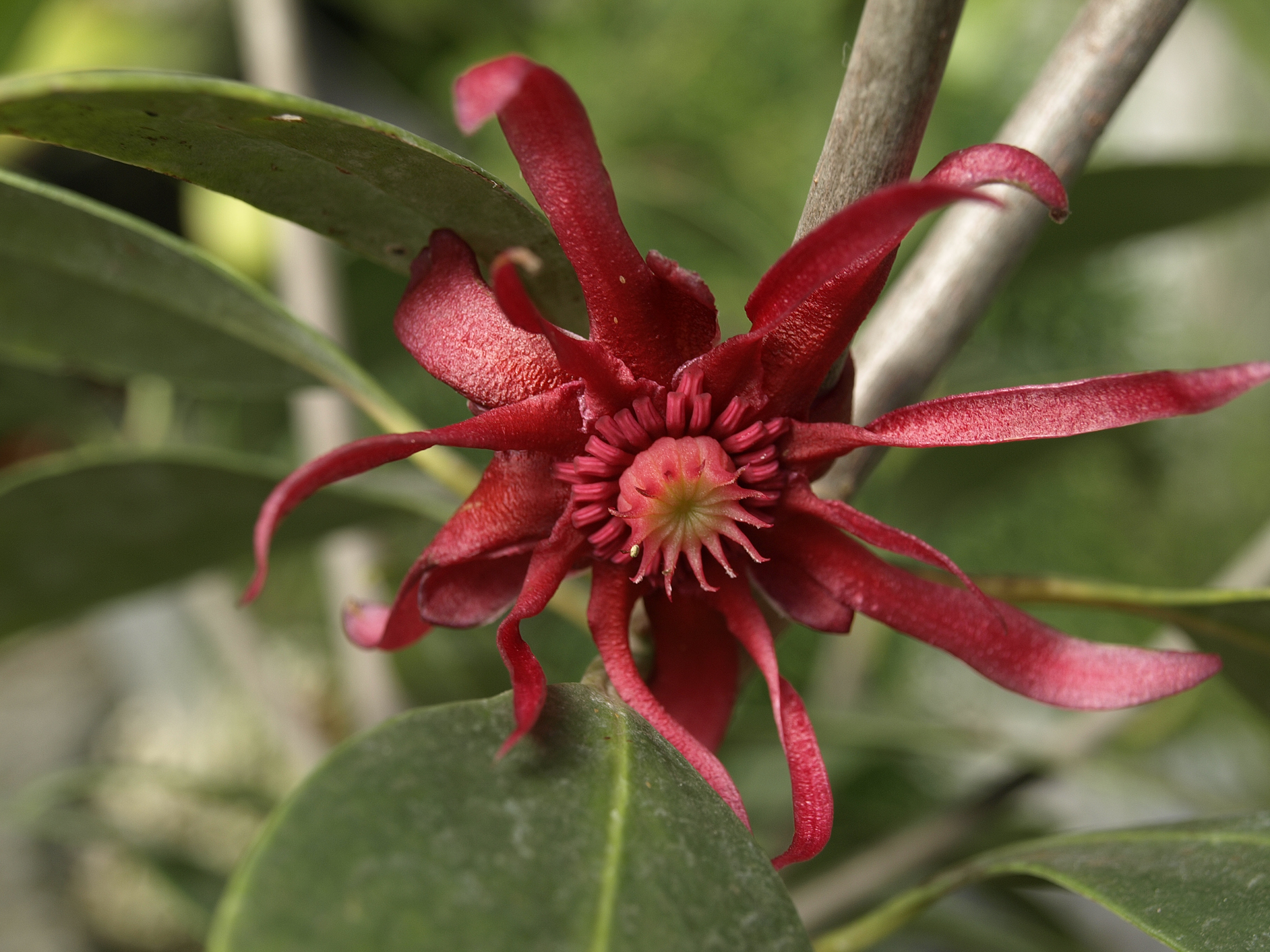
Illicium floridanum

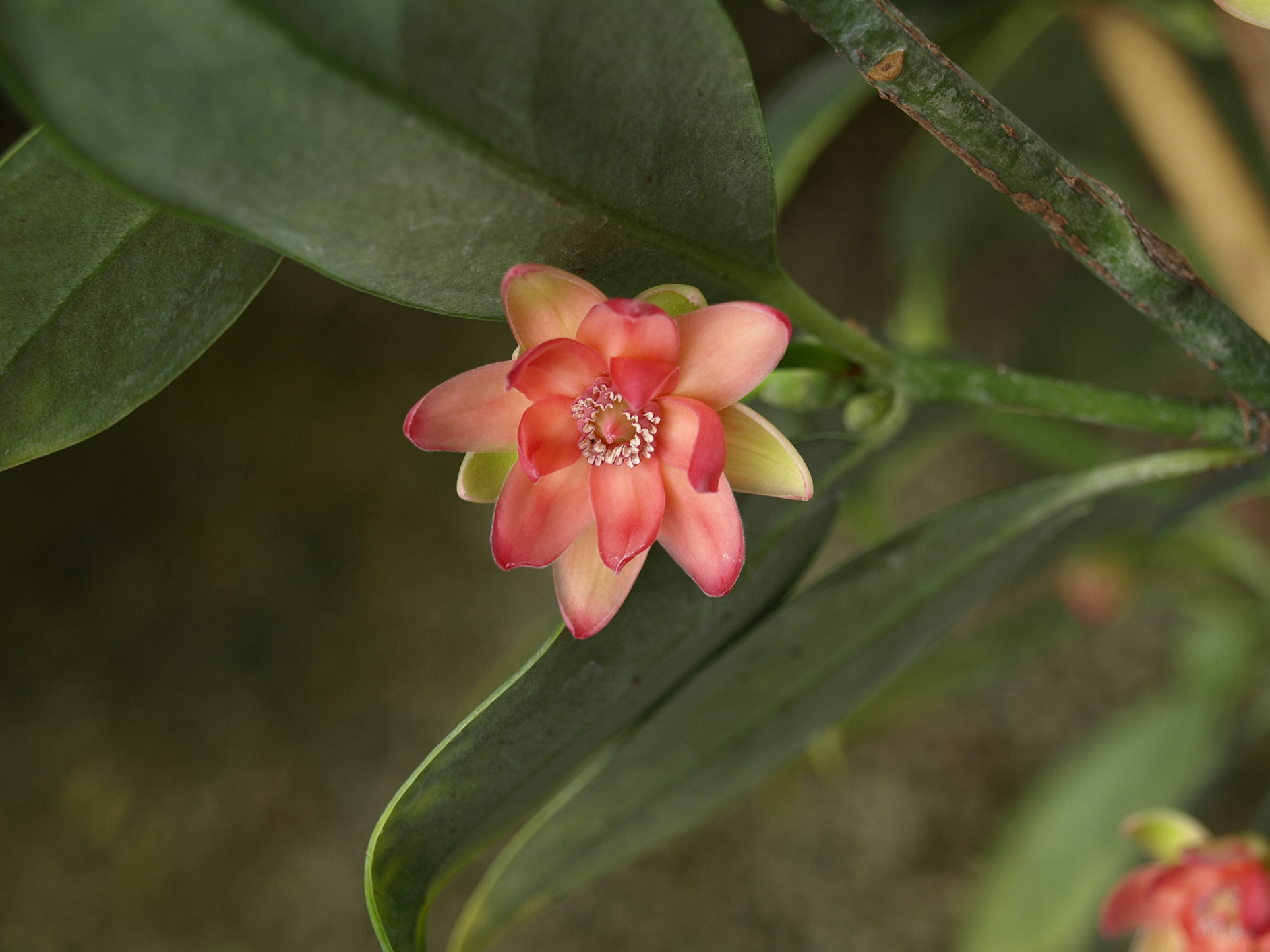
Illicium henryi

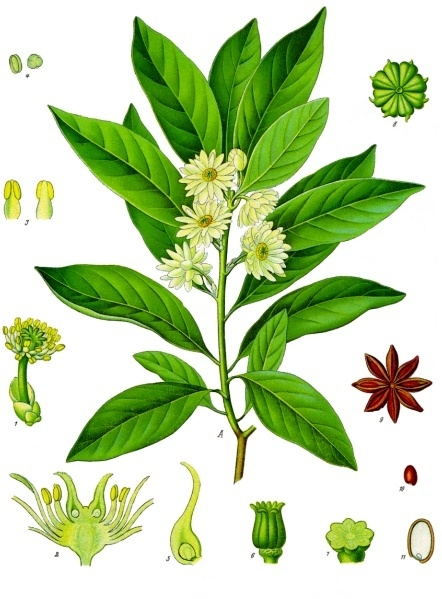
Illicium anisatum a Köhler's Medicinal Plants

Hi ha unes 42 espècies en aquest gènere.
- Illicium angustisepalum
- Illicium anisatum –
- Illicium arborescens
- Illicium brevistylum
- Illicium burmanicum
- Illicium difengpi
- Illicium dunnianum
- Illicium fargesii
- Illicium floridanum –
- Illicium griffithii
- Illicium henryi
- Illicium jiadifengpi
- Illicium lanceolatum
- Illicium leiophyllum
- Illicium macranthum
- Illicium majus
- Illicium merrillianum
- Illicium mexicanum
- Illicium micranthum
- Illicium modestum
- Illicium oligandrum
- Illicium pachyphyllum
- Illicium parviflorum –
- Illicium petelotii
- Illicium philippinense
- Illicium simonsii
- Illicium tashiroi
- Illicium tenuifolium
- Illicium ternstroemioides
- Illicium tsaii
- Illicium tsangii
- Illicium verum – anís estrellat
- Illicium wardii